# Помодоро, Арнальдо
Арна́льдо Помодо́ро (итал. Arnaldo Pomodoro; 23 июня 1926[…], Морчано-ди-Романья, Королевство Италия — 22 июня 2025, Милан) — итальянский скульптор. Жил и работал в Милане. Его брат Джо Помодоро также был скульптором.

## Биография
Арнальдо Помодоро родился 23 июня 1926 года в Морчано-ди-Романья.
С середины 1940-х до 1957 года он работал в качестве консультанта по восстановлению общественных зданий в Пезаро, одновременно изучал сценический дизайн и работал ювелиром.
В 1954 году Помодоро переехал в Милан, где встретил таких художников как Enrico Baj, Sergio Dangelo, Лючио Фонтана. Его работы были впервые выставлены в этом же году в Galleria Numero во Флоренции и в Galleria Montenapoleone в Милане. В 1955 году его скульптура была показана в Galleria del Naviglio в Милане.
Помодоро посетил Нью-Йорк в 1956 году и путешествовал по Европе в 1958 году.
Находясь в Париже в 1959 году, он встретил Альберто Джакометти и Georges Mathieu, перед возвращением в США, где он организовал выставки современного итальянского искусства в Bolles Gallery в Нью-Йорке и Сан-Франциско.
В Нью-Йорке на следующий год Помодоро встретил Louise Nevelson и David Smith. Он помог основать группу Continuità в Италии в 1961—1962. Скульптор путешествовал по Бразилии в связи с его участием в 1963 в Биеннале Сан-Пауло, на которой ему был присуждена Международная премия в области скульптуры. Персональная выставка его работ была включена в Венецианскую биеннале в 1964 году.
В 1965 году прошли его персональные выставки в Мельбурне, Нью-Йорке и Риме.
В 1966 году он преподавал в Стэнфордском университете. В 1967 году Помодоро был представлен в итальянском павильоне на Экспо-67 в Монреале, получил приз на Carnegie International в Питтсбурге.
В 1968 году он преподавал в Университете Калифорнии в Беркли. В 1970 году он вернулся в Беркли, чтобы посетить открытие выставки своих работ.
На протяжении конца 1960-х и начала 1970-х он выполнил ряд заказов в Дармштадте, Нью-Йорке и Милане. В 1975 году ретроспектива Помодоро была устроена Муниципалитетом Милана в Rotonda della Besana.

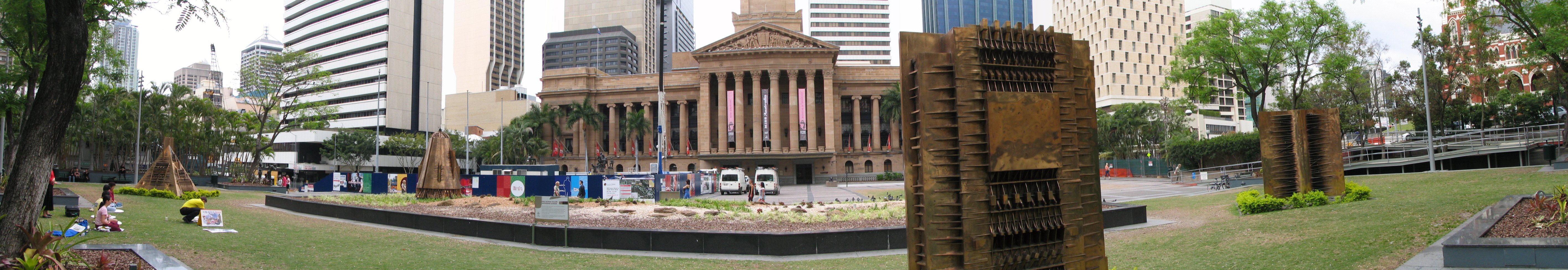
«Forme del Mito»

С середины 1970-х Помодоро стал известен своим уникальным подходом к геометрическим формам — колоннам, кубам, пирамидам, сферам и дискам. Его массивные архитектонические формы наводят на мысль о продолжающемся процессе саморазрушения и регенерации.
В 1988 году Помодоро был приглашён для создания инсталляции для Венецианской биеннале. Он, пожалуй, лучше всего известен благодаря работам для открытых общественных пространств и тем, как они драматически изменяют знакомые перспективы — Urbino Cemetery (1975), Amalienborg Square в Копенгагене (1982—1983), Belvedere Fortress во Флоренции (1984), Cortile della Pigna в Ватикане (1989—1990), United Nations Plaza в Нью-Йорке (1996), Palais-Royal в Париже (2002). Помодоро создал сценический дизайн для таких постановок как «Орестея» Эсхила в театре Массимо в Палермо (1983), «Альцеста» Глюка в Генуе (1987), «Страсти Клеопатры» в Джбеллина (1989), «Plays of the Sea» Юджина О’Нила в Риме (1996), Джакомо Пуччини «Мадам Баттерфляй» в Торре дель Лаго (2004). Фонд Арнальдо Помодоро, основанный в 1995 году, был предназначен выставлять и поддерживать художников.
Умер 22 июня 2025 года в своём доме в Милане, за день до своего 99-летия.

## Творчество
Обучавшийся ювелирному делу, Арнальдо Помодоро сочетает в своём творчестве тщательный подход и умение мастера с техниками и приемами масштабных работ в бронзе. Его скульптура контрастирует сложной детализацией ювелирных изделий с геометрической широтой и ясностью. Используя такие базовые формы, как куб, цилиндр и сфера, он разрывает первозданную полированную поверхность, чтобы открыть внутреннюю структуру формы. Под блестящей поверхностью бронзы лежит регулирующий механизм, который Помодоро называет «знаковой системой», похожий на сложную систему языка или органическое тело. Сфера, например, не только функционирует как геометрическая форма и аналог живого тела или минеральной формы, но также напоминает земной шар. Уходя от фронтальности, Помодоро приглашает зрителя обойти шар, передавая чувство непрерывного вращательного движения.
Арнальдо Помодоро спроектировал винодельню Carapace, которая стала новой винной и архитектурной Меккой Умбрии. Carapace — единственный проект, в котором скульптор решил попробовать себя в качестве архитектора. Впрочем, сам Помодоро называет её первой скульптурой в мире, в которой можно жить, работать и выпускать вина.